# Nick Popplewell
Nicholas James Popplewell (Dublín, 6 de abril de 1964) es un ex–jugador irlandés de rugby que se desempeñaba como pilar.

## Selección nacional
Fue convocado al XV del Trébol por primera vez en noviembre de 1989 para jugar ante los All Blacks y disputó su último partido en marzo de 1998 contra los Les Bleus. En total jugó 48 partidos y marcó 13 puntos producto de tres tries (un try valía 4 puntos hasta 1992).

### Participaciones en Copas del Mundo
Disputó las Copas del Mundo de Inglaterra 1991 y Sudáfrica 1995.
| Mundial                       | Sede       | Resultado        | PJ | Tries |
| ----------------------------- | ---------- | ---------------- | -- | ----- |
| Copa Mundial de Rugby de 1991 | Inglaterra | Cuartos de final | 3  | 2     |
| Copa Mundial de Rugby de 1995 | Sudáfrica  | Cuartos de final | 4  | 1     |

## Leones británicos
Fue seleccionado a los British and Irish Lions en 1993 para integrar el plantel de la gira a Nueva Zelanda, en esta disputó los tres test–matches ante los All Blacks y no marcó tries.

## Palmarés
- Campeón de la Premiership Rugby de 1997–98.
- Campeón de la Anglo-Welsh Cup de 2000–01.